# Испания на зимних Олимпийских играх 2006
Испания принимала участие в Зимних Олимпийских играх 2006 года в Турине (Италия) в семнадцатый раз за свою историю, но не завоевала ни одной медали.

## Состав сборной
Сборная страны состояла из 16 спортсменов: 7 мужчин и 9 женщин, которые соревновались в 5 видах спорта:
- биатлон
- горнолыжный спорт
- лыжные гонки
- сноуборд
- фристайл.

Самой юной участницей сборной была 16-летняя сноубордистка Керальт Кастельет, самым старшим — 36-летний Хуан Хесус Гутьеррес. Знаменосцем была Мария Хосе Рьенда Контрерас.

## Результаты

### Биатлон

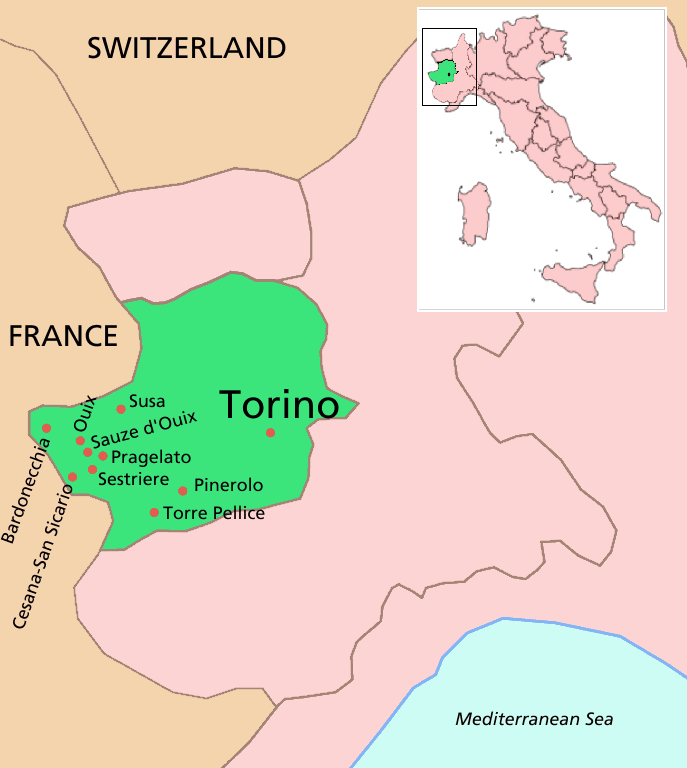
Карта олимпийских объектов на зимних Олимпийских играх 2006

Соревнования проходили с 11 по 25 февраля на трассе Чезана Сан-Сикарио, расположенной в 95 км от Турина на высоте 1618—1680 м над уровнем моря.
| Спортсмен                     | Соревнование                          | Результат | Результат | Результат |
| Спортсмен                     | Соревнование                          | Время     | Промахи   | Место     |
| ----------------------------- | ------------------------------------- | --------- | --------- | --------- |
| Луис Альберто Эрнандо Альсага | Спринт (10 км). Мужчины.              | 32:26.0   | 4         | 82        |
| Луис Альберто Эрнандо Альсага | Индивидуальная гонка (20 км). Мужчины | 1:06:54:4 | 7         | 80        |

### Сноуборд
Луший результат сборной принёс Хорди Фонт, занявший место в сноуборд-кроссе несмотря на трудности: в полуфинале он столкнулся с канадцем Джейси-Джеем Андерсоном. Андерсон победил Фонта в борьбе за второе место в полуфинале, но канадец был дисквалифицирован за пропуск ворот, отправив Фонта в финал. В финале Фонт снова упал, но на этот раз оказался на четвёртой позиции.
Хафпайп
| Спортсмен         | Группа  | Квалификация 1 спуск | Квалификация 1 спуск | Квалификация 2 спуск | Квалификация 2 спуск | Финал          | Итог  |
| Спортсмен         | Группа  | Очки                 | Место                | Очки                 | Место                | Финал          | Место |
| ----------------- | ------- | -------------------- | -------------------- | -------------------- | -------------------- | -------------- | ----- |
| Керальт Кастельет | женщины | 20.5                 | 19                   | 18.3                 | 20                   | не участвовала | 26    |
| Икер Фернандес    | мужчины | 27.0                 | 22                   | 27.0                 | 22                   | не участвовал  | 28    |
| Клара Виллослада  | женщины | 10.3                 | 29                   | 11.4                 | 24                   | не участвовала | 30    |

Сноуборд-кросс — мужчины
| Спортсмен     | Квалификация | Квалификация | 1/8 финала      | 1/4 финала      | Полуфинал       | Финал           | Финал |
| Спортсмен     | Время        | Место        | Position        | Position        | Position        | Position        | Rank  |
| ------------- | ------------ | ------------ | --------------- | --------------- | --------------- | --------------- | ----- |
| Хорди Фонт    | 1:21.18      | 8 Q          | 2 Q             | 2 Q             | 2 Q             | 4               | 4     |
| Ибон Идигорас | 1:23.56      | 34           | did not advance | did not advance | did not advance | did not advance | 34    |